# Adolf Nauheimer
Adolf Nauheimer (* 15. Mai 1910 in Schwanheim; † 11. November 1981 in Frankfurt-Höchst) war ein deutscher Kapitän und Reeder der Binnenfahrgastschifffahrt aus Frankfurt am Main.

## Leben
Adolf Nauheimer stammte aus einer Familie, die lange in Schwanheim beheimatet war und Schifffahrt auf dem Main betrieb: Peter Nauheimer hatte 1880 einen Raddampfer bauen lassen und nutzte ihn als Fähre zwischen dem damals selbständigen Schwanheim und Frankfurt. Nach der Verdrängung durch die schnellere Eisenbahn setzte er den Dampfer als Ausflugsschiff ein. In dieses Familienumfeld und wurde Adolf Nauheimer 1910 hineingeboren. Über die engere Familie liegen aus dieser Zeit nur vereinzelte Angaben vor, über seine Ausbildung und frühen Jahre im Berufsleben fehlen sie.
Wann genau Adolf Nauheimer in den gemeinsamen Familienbetrieb eintrat, ist nicht überliefert. Am 16. Mai 1932 heiratete er seine Frau Änne (1914–?). Aus der Ehe gingen der Sohn Adolf-Ulfried und die Tochter Doris hervor. Im gleichen Jahr übernahm er von seinem Vater einen Raddampfer, mit dem dieser Fahrgäste zwischen Schwanheim und der Frankfurter Innenstadt befördert hatte.
Während des Zweiten Weltkrieges wurde Adolf Nauheimer 1943 zur Wehrmacht eingezogen und war bei der Eisenbahn tätig. Nach dem Krieg nahm er 1949 den Schiffsbetrieb wieder auf. Ab 1959 machte er sich mit einem eigenen Schiff selbständig, das er bis kurz vor seinem Tod 1981 führte.

## Wirken
Von den 1920er Jahren bis 1959 hatte sich die Familie Nauheimer mit der Familie Flettner zur „Reedereigemeinschaft Flettner-Nauheimer“ zusammengeschlossen, die gemeinsam mehrere Schiffe betrieb. Die Flotte bestand aus den Schiffen Vaterland, Lohengrin, Siegfried, Meteor und Goethe. Für die Nauheimer übernahm Adolf Nauheimer 1932 das Geschäft von seinem Vater. Wenige Jahre später, 1936, wurde das Schiff Frankfurt für nicht näher genannte „Sonderaufgaben“ eingesetzt. Während des Zweiten Weltkrieges diente die Frankfurt als Feuerlöschboot, mit dem vor allem Feuerlöschteiche aufgefüllt wurden. Zum Kriegsende fuhr Hans Nauheimer mit der Vaterland ans Griesheimer Ufer, öffnete die Flutventile und ließ sie auf Grund sinken, um die Zerstörung durch Bomben oder Kampfhandlungen zu vermeiden, wie es etwa mit der Siegfried geschehen war.
Nach Ende des Krieges wurde die Vaterland wieder flott gemacht, doch zunächst nahm Adolf Nauheimer 1949 den Betrieb mit der Frankfurt wieder auf. Er setzte sie als Schlepper in der Mainschifffahrt ein. Im selben Jahr ließ die Reedereigemeinschaft auf der Rheinwerft Mainz-Mombach ein Motorschiff zu ihrem neuen Fahrgastschiff Rheingold umbauen. Als die Rheingold 1957 auf der Schiffswerft und Maschinenfabrik Mainz-Gustavsburg verbrannte, verkauften die drei Nauheimer-Söhne und die drei Söhne der Familie Flettner ihre Schiffe an die Köln-Düsseldorfer Deutsche Rheinschiffahrt und lösten die Reedereigemeinschaft auf.
Die Nauheimer machten sich einzeln selbständig: Hans Nauheimer übernahm die Vaterland, Adolf Nauheimer gründete mit der Wikinger-Linie seine eigene Reederei. Er bestellte bei der Schiffswerft Johann Hupp im bayerischen Eibelstadt einen Neubau, in dem eigene Vorstellungen einflossen. Das 1959 gebaute Schiff erhielt den Namen Wikinger. Als Novum in der Binnenfahrgastschifffahrt hatte es eine Heizung, so dass er es auch im Winter einsetzen konnte.
Als Schiffsführer unterhielt er seine zahlreichen Passagiere mit viel Liebenswürdigkeit, Humor und Charme. Durch seine Art und die ständige Präsenz erlangte er einen hohen Bekanntheitsgrad und wurde zu einer Person des öffentlichen Lebens. Er galt als einer der letzten Frankfurter Originale. Adolf Nauheimer betrieb das Schiff bis zu seinem Todesjahr 1981.
Sein Schiff Wikinger wurde anschließend nach Frankreich verkauft und blieb als Alsace bis zu einem Brand 1989 im Einsatz. Im Folgejahr wurde es abgewrackt.